# Болтон (Північна Кароліна)
Болтон (англ. Bolton) — місто (англ. town) в США, в окрузі Колумбус штату Північна Кароліна. Населення — 519 осіб (2020).

## Географія
Болтон розташований за координатами 34°19′2″ пн. ш. 78°23′44″ зх. д. / 34.31722° пн. ш. 78.39556° зх. д. (34.317182, -78.395626).  За даними Бюро перепису населення США в 2010 році місто мало площу 9,72 км², уся площа — суходіл.

## Демографія
Згідно з переписом 2010 року, у місті мешкала 691 особа в 266 домогосподарствах у складі 181 родини. Густота населення становила 71 особа/км².  Було 314 помешкання (32/км²).
Расовий склад населення:
| - 69,2 % — чорних або афроамериканців - 23,6 % — білих - 3,2 % — корінних американців - 1,6 % — осіб інших рас |

До двох чи більше рас належало 2,5 %. Частка іспаномовних становила 2,9 % від усіх жителів.
За віковим діапазоном населення розподілялося таким чином: 25,2 % — особи молодші 18 років, 58,4 % — особи у віці 18—64 років, 16,4 % — особи у віці 65 років та старші. Медіана віку мешканця становила 40,6 року. На 100 осіб жіночої статі у місті припадало 98,0 чоловіків;  на 100 жінок у віці від 18 років та старших — 92,9 чоловіків також старших 18 років.
Середній дохід на одне домашнє господарство  становив 35 589 доларів США (медіана — 29 625), а середній дохід на одну сім'ю — 40 065 доларів (медіана — 33 264). Медіана доходів становила 32 500 доларів для чоловіків та 24 107 доларів для жінок. За межею бідності перебувало 32,9 % осіб, у тому числі 41,9 % дітей у віці до 18 років та 39,8 % осіб у віці 65 років та старших.
Цивільне працевлаштоване населення становило 276 осіб. Основні галузі зайнятості: освіта, охорона здоров'я та соціальна допомога — 23,6 %, роздрібна торгівля — 22,8 %, виробництво — 15,6 %, публічна адміністрація — 9,4 %.